# Colydodes peruviensis
Colydodes peruviensis là một loài bọ cánh cứng trong họ Zopheridae. Loài này được Ivie & Slipinski miêu tả khoa học năm 1989.